# Sint-Victorkerk (Proven)

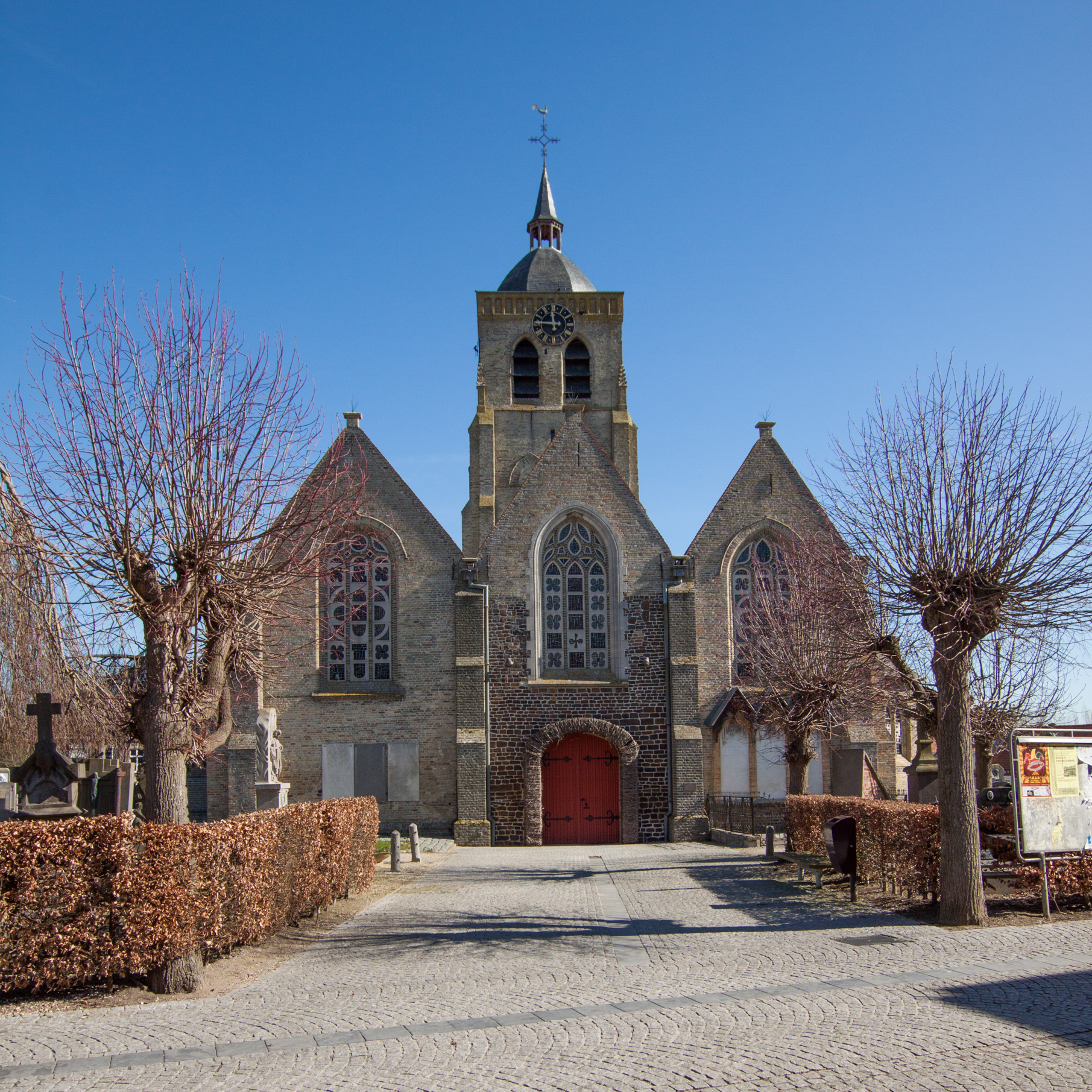
Sint-Victorkerk

De Sint-Victorkerk is de parochiekerk van de tot de West-Vlaamse gemeente Poperinge behorende plaats Proven, gelegen aan het Alexisplein.

## Geschiedenis
Hier was een romaanse kerk, en later een gotische hallenkerk, welke in 1802 echter afbrandde, waarbij slechts de voet van de toren werd behouden. In 1806 werd de kerk herbouwd, waarbij de oorspronkelijke toestand gedeeltelijk werd aangehouden. In 1867 werd het middenkoor aangebouwd en in 1898 een sacristie.

## Gebouw
Het betreft een driebeukige neogotische bakstenen hallenkerk met een vierkante vieringtoren, welke een bekroning heeft die aan een peperbus doet denken. Vooral in de westgevel werd ook ijzerzandsteen toegepast, welke van de vroegere romaanse kerk afkomstig is.
Het kerkmeubilair is voornamelijk neogotisch uit de 19e eeuw. Het marmeren doopvont is van het laatste kwart van de 18e eeuw. Een beeld van Sint-Catharina, van 1620, werd uitgevoerd in verguld hout. Een beeld van Sint-Sebastiaan, in gepolychromeerd hout, is van omstreeks 1750. Uit dezelfde tijd is een Christus op de koude steen, in verguld en gepolychromeerd hout. Een piëta is van omstreeks 1600.
De kerk wordt omgeven door een kerkhof.